# کالیپویه
کالیپویه (به صربی: Kalipolje) یک منطقهٔ مسکونی در صربستان است که در سینیتسا واقع شده‌است. کالیپویه ۰٫۵۹ کیلومتر مربع مساحت و ۲۱ نفر جمعیت دارد.